# Yucca neomexicana
Yucca neomexicana là một loài thực vật có hoa trong họ Măng tây. Loài này được Wooton & Standl. miêu tả khoa học đầu tiên năm 1913.